# Mesoprionus batelkai
Mesoprionus batelkai är en skalbaggsart som först beskrevs av Sláma 1996.  Mesoprionus batelkai ingår i släktet Mesoprionus och familjen långhorningar. Inga underarter finns listade i Catalogue of Life.